# Thymus quinquecostatus
Thymus quinquecostatus là một loài thực vật có hoa trong họ Hoa môi. Loài này được Celak. miêu tả khoa học đầu tiên năm 1889.

## Hình ảnh

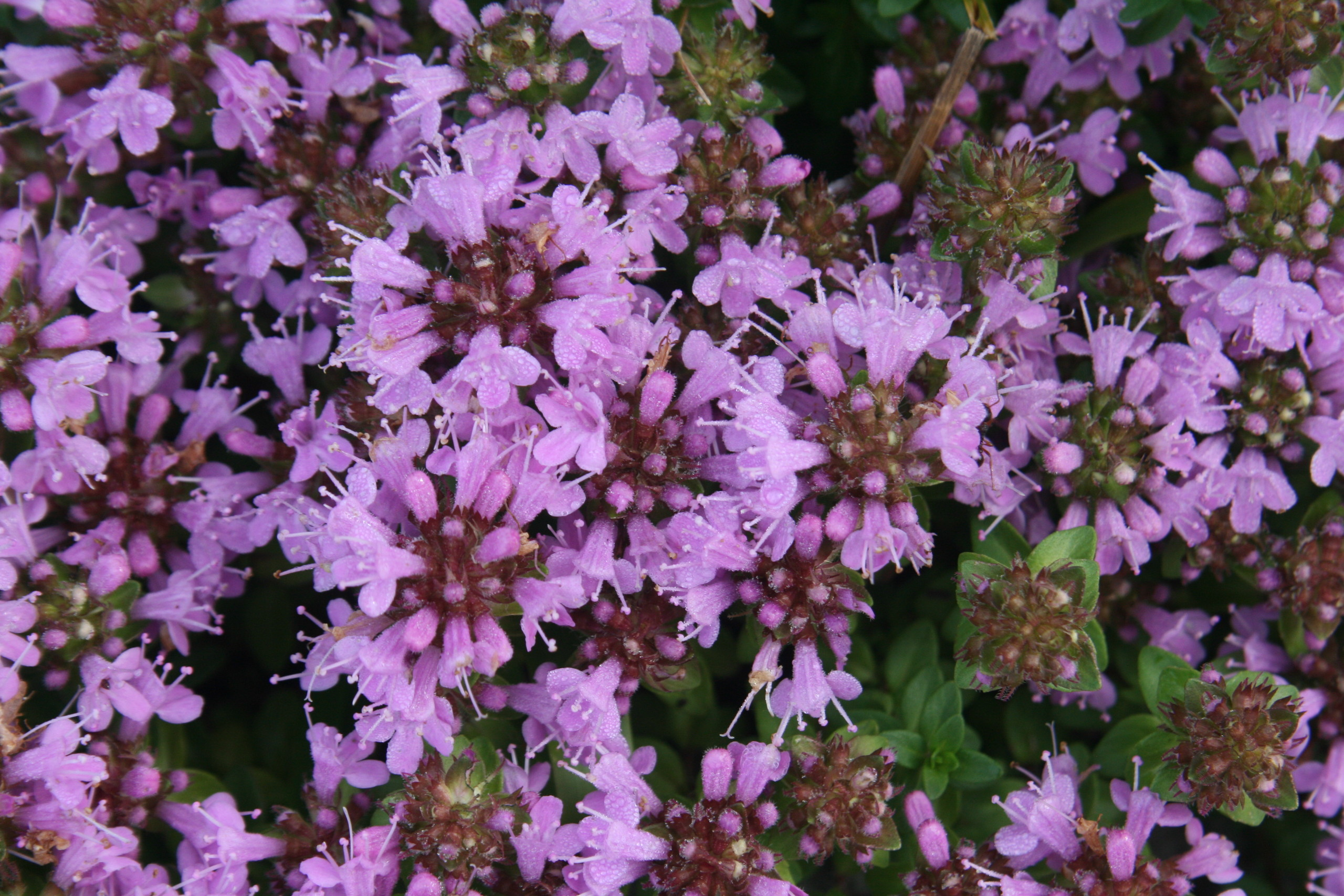
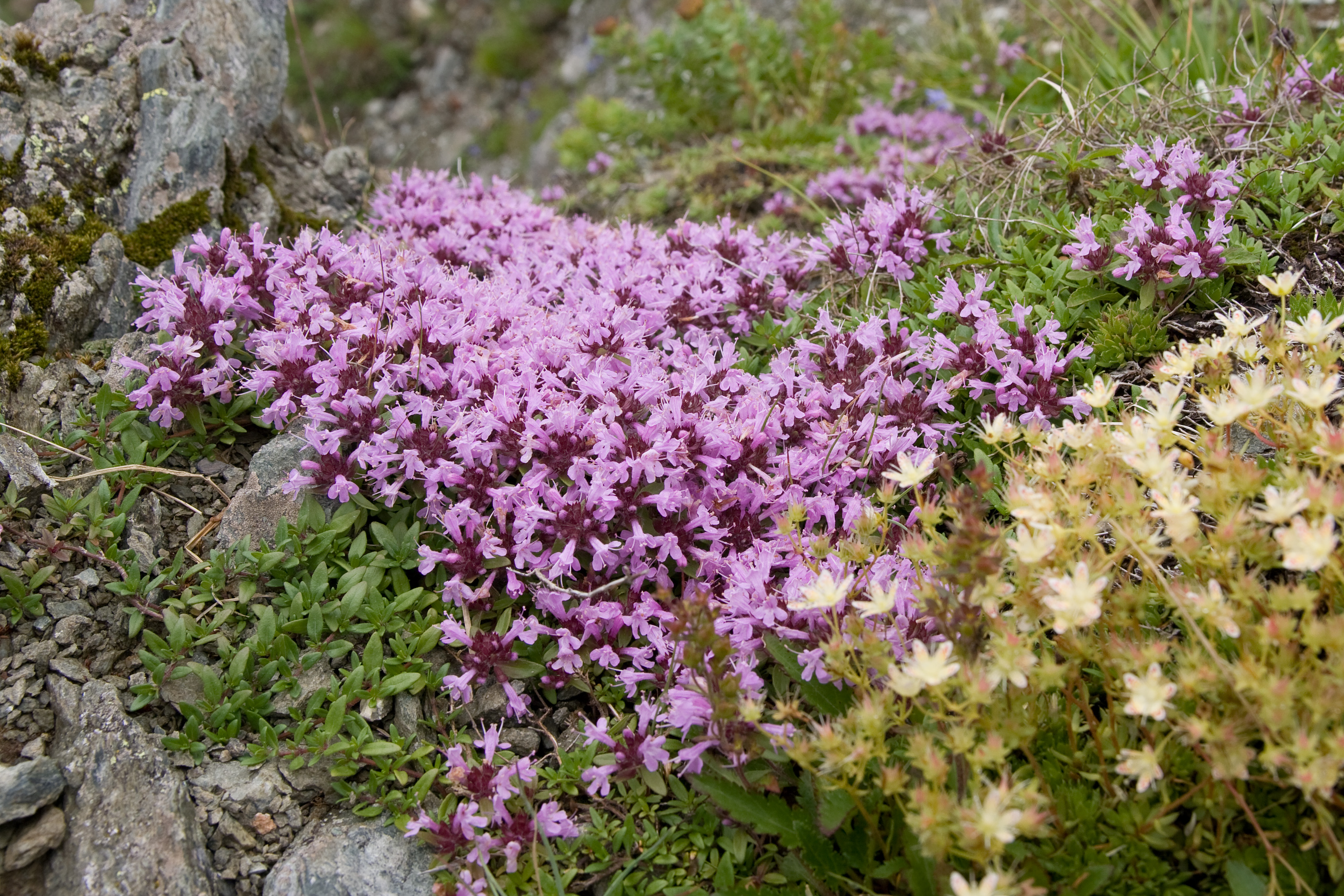
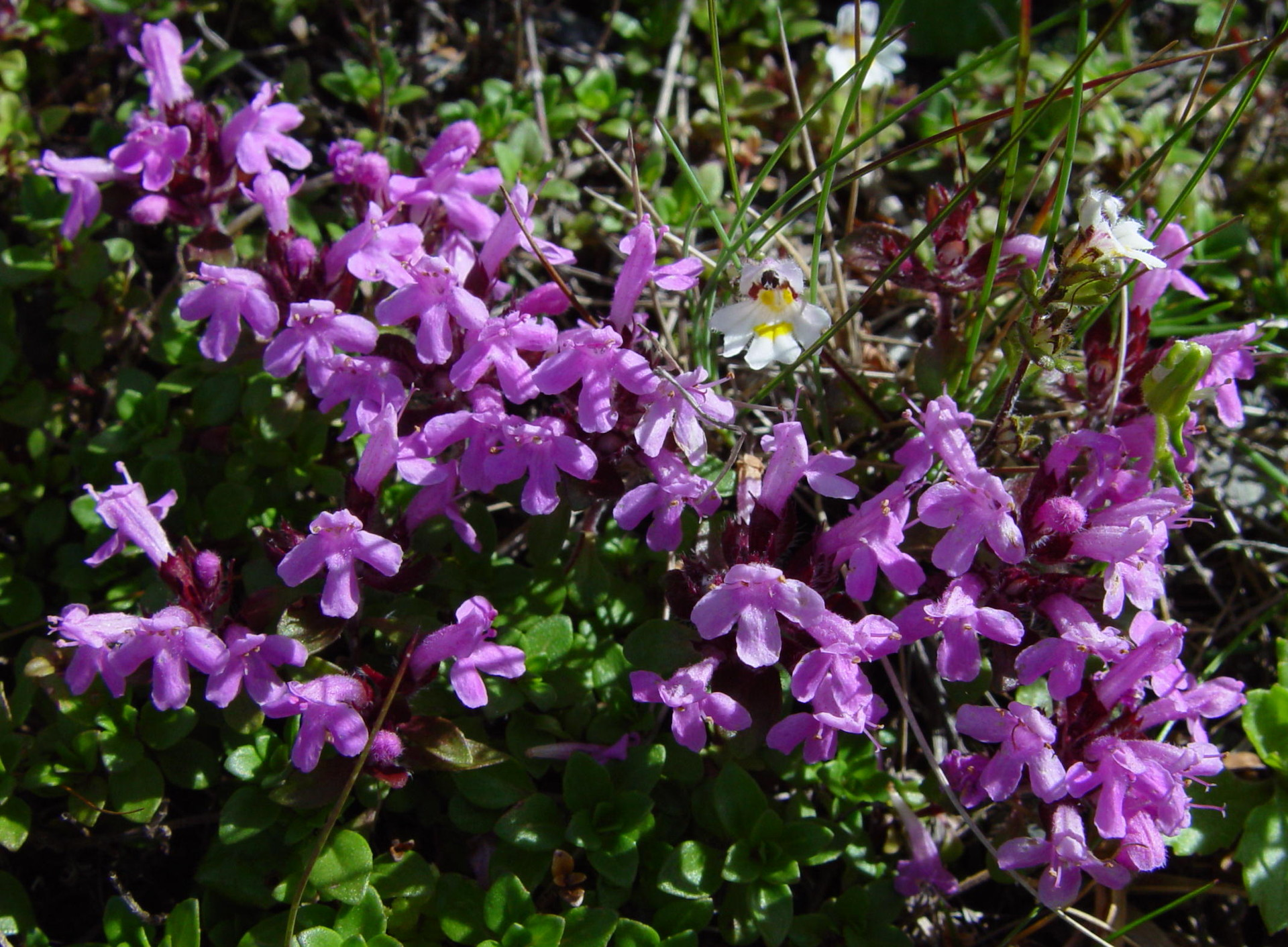
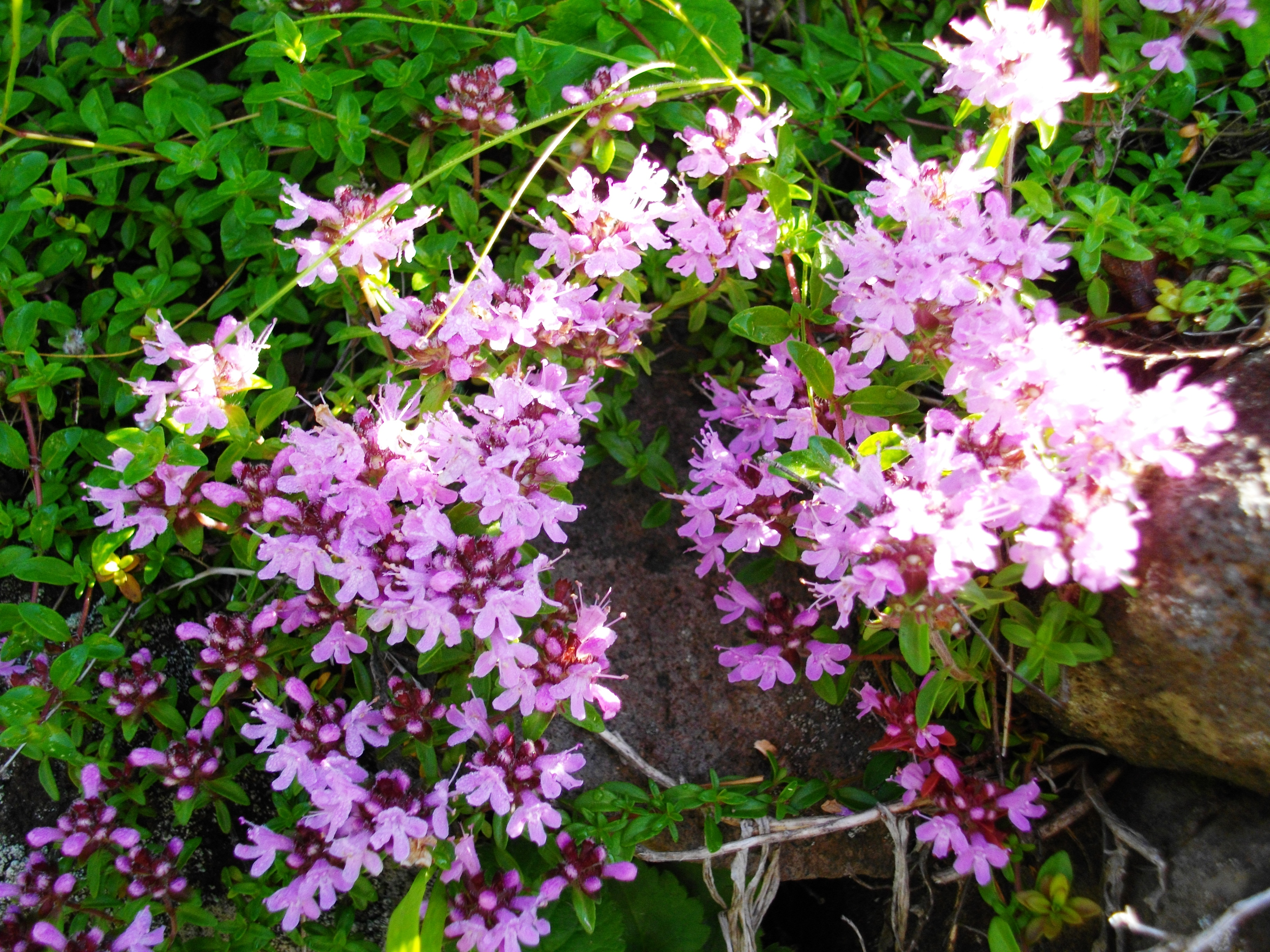